# Brahojos de Medina
Brahojos de Medina település Spanyolországban, Valladolid tartományban.  Lakosainak száma 101 fő (2024).

## Népesség
A település népessége az utóbbi években az alábbiak szerint változott:
| Lakosok száma | 182  | 166  | 158  | 152  | 138  | 131  | 124  | 117  | 103  | 101  |
|               | 2001 | 2004 | 2007 | 2009 | 2012 | 2014 | 2017 | 2019 | 2022 | 2024 |